# Marshall (Missouri)
Marshall – miasto w Stanach Zjednoczonych, w stanie Missouri, w hrabstwie Saline.